# Estación Central de Tiflis
La Estación Central de Tbilisi (en georgiano: თბილისის ცენტრალური სადგური) es la principal estación ferroviaria de la capital de Georgia, Tbilisi. Originalmente construida en 1872, la estación central de Tbilisi ha sufrido diversas transformaciones arquitectónicas, y actualmente es una estación de ferrocarril combinada y centro comercial.

## Historia
La estación central de Tbilisi es la principal estación de trenes de Tbilisi y cuenta con un centro comercial adyacente. La estación central original de Tbilisi fue construido en 1872, con trenes al puerto del Mar Negro de Poti. En 1940, el edificio fue demolido y reemplazado por un edificio de estilo estalinista. A principios de 1980 el edificio estalinista fue demolido y reemplazado por un edificio en un estilo brutalista. Los arquitectos Bairamashvili, Kavlashvili, G. Shavdia y Jibladze ganaron un premio estatal por su trabajo en el año 1992. En 2010 la estación fue rehabiliatada y se transformó en una estación de ferrocarril combinada y centro comercial. La transformación fue diseñado por el estudio de arquitectos Zwarts & Jansma.

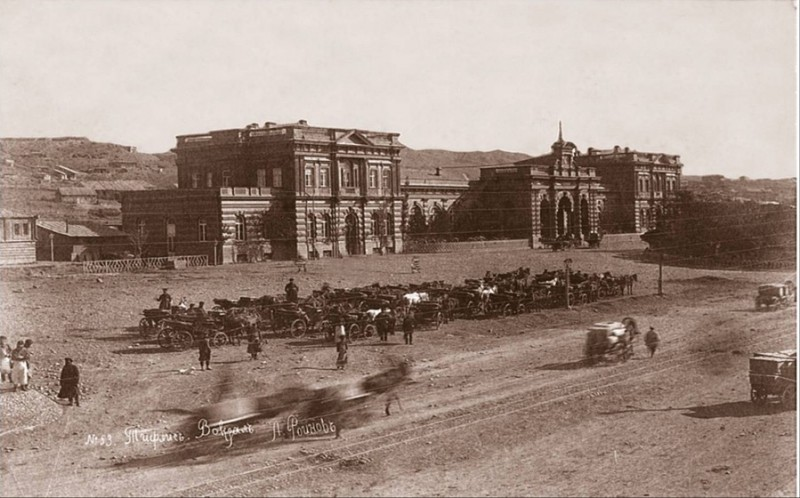
El edificio original de la estación poco después de su inauguración (década de 1870).

El cruce de la línea de ferrocarril directa a Tbilisi será reemplazado por una conexión de desvío al norte de Tbilisi en los próximos años. La estación central de Tbilisi será cerrada y se mantendrá como centro comercial. La infraestructura ferroviaria existente será demolida.
En lugar de una estación central, las estación Didube en el este y la estación Navtlugi en el noroeste de Tiflis se convertirán en estaciones sin salida y serán servidas por trenes de pasajeros. Por ello, la conexión entre los trenes de pasajeros y las transferencias directas de pasajeros no será posible en el futuro.
En lugar de la reducción esperada de los problemas ambientales y de tráfico, se prevé que esta medida provocará más problemas de tráfico, debido a que el transporte público y el sistema de transporte subterráneo de la capital está optimizada para la estación central. Pese a contar con el apoyo de la consultora estadounidense Booz Allen Hamilton, el proyecto está muy cuestionado por los especialistas en transporte y por empresas ferroviarias de Europa occidental.